# Horsford Castle

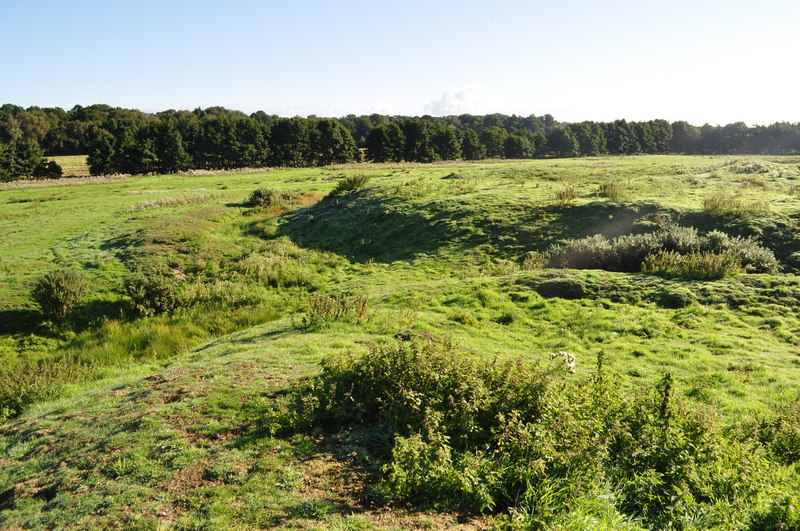
Der niedere Mound von Horsford Castle

Horsford Castle ist eine abgegangene Burg im Dorf Horsford, etwa 10 km nördlich von Norwich in der englischen Grafschaft Norfolk.

## Details
Vor der normannischen Eroberung Englands gehörte Horsford dem Angelsachsen Eadric Cild, aber nach der Eroberung gab Wilhelm der Eroberer das Land Robert Malet, dem Herren von Eye, zu Lehen. Robert Malet wurde des Landes verwiesen, nachdem er sich auf die Seite der Feinde von König Heinrich I. geschlagen hatte, und die Grundherrschaft Horsford wurde Walter de Caen zu Lehen gegeben. Walter de Caen ließ eine Motte auf dem Gelände errichten. Die Burg wurde auf Heideland gebaut, vermutlich sollte sie eine politische Manifestation der Kontrolle über diese Weideländer darstellen. Er ließ in der Umgebung der neuen Burg einen Rehpark anlegen. Der Mound bedeckte eine Grundfläche von 77 × 32 Meter und war etwa 2,3 Meter hoch. Es gab einen Burghof mit 72 × 32 Metern.
Walter de Caens Sohn Robert FitzWalter war von 1115 bis 1129 Sheriff of Norfolk. Als Robert FitzWalter und seine Gattin von einer Pilgerfahrt nach Rom zurückkamen, wurden sie von Banditen überfallen, ausgeraubt und ins Gefängnis geworfen. Aber nach einem Gebet zum Heiligen Fides von Agen wurden sie wieder freigelassen und Robert FitzWalter gründete danach ein Kloster zu Ehren des Heiligen in der Nähe der Burg.

## Heute
Die Burg wurde wohl Mitte des 15. Jahrhunderts aufgegeben. Heute ist nur noch der niedrige Mound auf einem Feld östlich des Dorfes erhalten. Die Burgruine gilt als Scheduled Monument.